# Joakim Nilsson (fotbollsspelare född 1985)
Joakim Nilsson, född 16 maj 1985, är en svensk före detta fotbollsspelare.
Hans moderklubb är Höllvikens GIF och han kom till Malmö FF som 12-åring. Nilsson gjorde debut i allsvenskan 2003. Från 2006 har han varit med och slagits om en plats i startelvan. År 2006 spelade han 23 matcher i allsvenskan och 2007 13 matcher. Han blev senare utlånad till Mjällby AIF och gick som sommartransfer 2009 till Trelleborgs FF där han återförenades med Tom Prahl. 
Nilsson har även representerat Sveriges pojk- och juniorlandslag.

## Klubbar
- Trelleborgs FF (2009-2014)
- Mjällby AIF (2009, lån)
- Malmö FF (1997-2009)
- Höllvikens GIF (-1996)